# Liste der Botschafter der Vereinigten Staaten im Vereinigten Königreich
Die Liste der Botschafter der Vereinigten Staaten im Vereinigten Königreich bietet einen Überblick über die Leiter der US-amerikanischen Vertretung in London seit der Aufnahme diplomatischer Beziehungen im Jahre 1785 bis heute. Das Amt des Botschafters (bzw. des vormaligen Ministers/Gesandten) im Vereinigten Königreich ist bekanntermaßen die traditionsreichste und prestigeträchtigste Position im Auswärtigen Dienst der Vereinigten Staaten. Den Posten des Botschafters bekleideten zahlreiche bedeutende Persönlichkeiten, darunter die fünf späteren US-Präsidenten John Adams, James Monroe, John Quincy Adams, Martin Van Buren und James Buchanan.
Das Dienstgebäude der Botschaft befindet sich am Grosvenor Square in London, als offizielle Residenz des Botschafters dient das Winfield House im Regent’s Park.

## Liste
| Titel                                                     | Name (Lebensdaten)                          | US-Bundesstaat       | Ernennung     | Akkreditierung | Ende der Mission                                 | Bemerkungen |
| --------------------------------------------------------- | ------------------------------------------- | -------------------- | ------------- | -------------- | ------------------------------------------------ | --- |
| Bevollmächtigter Minister                                 | John Adams (1735–1826)                      | Massachusetts        | 24. Feb. 1785 | 1. Juni 1785   | 20. Feb. 1788                                    | hatte eine Abschiedsaudienz; gleichzeitig Missionschef in den Niederlanden                                                          |
| Bevollmächtigter Minister                                 | Thomas Pinckney (1750–1828)                 | South Carolina       | 12. Jan. 1792 | 9. Aug. 1792   | 27. Juli 1796                                    | wurde abberufen |
| Bevollmächtigter Minister                                 | Rufus King (1755–1827)                      | New York             | 20. Mai 1796  | 27. Juli 1796  | 16. Mai 1803                                     | wurde abberufen |
| Bevollmächtigter Minister                                 | James Monroe (1758–1831)                    | Virginia             | 18. Apr. 1803 | 17. Aug. 1803  | 7. Okt. 1807                                     | wurde abberufen |
| Bevollmächtigter Minister                                 | William Pinkney (1764–1822)                 | Maryland             | 26. Feb. 1808 | 27. Apr. 1808  | 7. Mai 1811                                      | verließ England |
| Chargé d’Affaires                                         | Jonathan Russell (1771–1832)                | Rhode Island         | 27. Juli 1811 | 15. Nov. 1811  | 29. Juli 1812                                    | Kriegserklärung der Vereinigten Staaten am 18. Juni 1812; Russell erfuhr davon am 29. 7. und beendete seine offiziellen Tätigkeiten |
| Außerordentlicher Gesandter und bevollmächtigter Minister | John Quincy Adams (1767–1848)               | Massachusetts        | 28. Feb. 1815 | 8. Juni 1815   | 14. Mai 1817                                     | wurde abberufen |
| Außerordentlicher Gesandter und bevollmächtigter Minister | Richard Rush (1780–1859)                    | Pennsylvania         | 1817          | 12. Feb. 1818  | 27. Apr. 1825                                    | wurde abberufen |
| Außerordentlicher Gesandter und bevollmächtigter Minister | Rufus King (1755–1827)                      | New York             | 5. Mai 1825   | 11. Nov. 1825  | 23. Juni 1826                                    | wurde abberufen |
| Außerordentlicher Gesandter und bevollmächtigter Minister | Albert Gallatin (1761–1849)                 | Pennsylvania         | 10. Mai 1826  | 1. Sep. 1826   | 4. Okt. 1827                                     | aus dem Dienst ausgeschieden |
| Außerordentlicher Gesandter und bevollmächtigter Minister | James Barbour (1775–1842)                   | Virginia             | 23. Mai 1828  | 24. Nov. 1828  | 1. Okt. 1829                                     | aus dem Dienst ausgeschieden |
| Außerordentlicher Gesandter und bevollmächtigter Minister | Louis McLane (1786–1857)                    | Delaware             | 18. Apr. 1829 | 12. Okt. 1829  | 13. Juni 1831                                    | hatte eine Abschiedsaudienz |
| Außerordentlicher Gesandter und bevollmächtigter Minister | Martin Van Buren (1782–1862)                | New York             | 1. Aug. 1831  | 21. Sep. 1831  | 19. März 1832                                    | hatte eine Abschiedsaudienz |
| Chargé d’Affaires                                         | Aaron Vail (1796–1878)                      | New York             | 13. Juli 1832 | 13. Juli 1836  | abgelöst; Zeitpunkt der Akkreditierung unbekannt | |
| Außerordentlicher Gesandter und bevollmächtigter Minister | Andrew Stevenson (1784–1857)                | Virginia             | 16. März 1836 | 13. Juli 1836  | 21. Okt. 1841                                    | wurde abberufen |
| Außerordentlicher Gesandter und bevollmächtigter Minister | Edward Everett (1794–1865)                  | Massachusetts        | 13. Sep. 1841 | 16. Dez. 1841  | 8. Aug. 1845                                     | wurde abberufen |
| Außerordentlicher Gesandter und bevollmächtigter Minister | Louis McLane (1786–1857)                    | Maryland             | 16. Juni 1845 | 8. Aug. 1845   | 18. Aug. 1846                                    | wurde abberufen |
| Außerordentlicher Gesandter und bevollmächtigter Minister | George Bancroft (1800–1891)                 | New York             | 9. Sep. 1846  | 12. Nov. 1846  | 31. Aug. 1849                                    | wurde abberufen |
| Außerordentlicher Gesandter und bevollmächtigter Minister | Abbott Lawrence (1792–1855)                 | Massachusetts        | 20. Aug. 1849 | 20. Okt. 1849  | 12. Okt. 1852                                    | wurde abberufen |
| Außerordentlicher Gesandter und bevollmächtigter Minister | Joseph Reed Ingersoll (1786–1868)           | Pennsylvania         | 21. Aug. 1852 | 16. Okt. 1852  | 23. Aug. 1853                                    | wurde abberufen |
| Außerordentlicher Gesandter und bevollmächtigter Minister | James Buchanan (1791–1868)                  | Pennsylvania         | 11. Apr. 1853 | 23. Aug. 1853  | 15. März 1856                                    | wurde abberufen |
| Außerordentlicher Gesandter und bevollmächtigter Minister | George M. Dallas (1792–1864)                | Pennsylvania         | 4. Feb. 1856  | 4. Apr. 1856   | 16. Mai 1861                                     | wurde abberufen |
| Außerordentlicher Gesandter und bevollmächtigter Minister | Charles Francis Adams (1807–1886)           | Massachusetts        | 20. März 1861 | 16. Mai 1861   | 13. Mai 1868                                     | wurde abberufen |
| Außerordentlicher Gesandter und bevollmächtigter Minister | Reverdy Johnson (1796–1876)                 | Maryland             | 12. Juni 1868 | 14. Nov. 1868  | 13. Mai 1869                                     | zurückgetreten |
| Außerordentlicher Gesandter und bevollmächtigter Minister | John Lothrop Motley (1814–1877)             | Massachusetts        | 13. Apr. 1869 | 18. Juni 1869  | 6. Dez. 1870                                     | wurde abberufen |
| Außerordentlicher Gesandter und bevollmächtigter Minister | Robert Cumming Schenck (1809–1890)          | Ohio                 | 22. Dez. 1870 | 23. Juni 1871  | 3. März 1876                                     | aus dem Dienst ausgeschieden |
| Außerordentlicher Gesandter und bevollmächtigter Minister | Edwards Pierrepont (1817–1892)              | New York             | 22. Mai 1876  | 11. Juli 1876  | 22. Dez. 1877                                    | wurde abberufen |
| Außerordentlicher Gesandter und bevollmächtigter Minister | John Welsh (1805–1886)                      | Pennsylvania         | 9. Nov. 1877  | 22. Dez. 1877  | 14. Aug. 1879                                    | wurde abberufen |
| Außerordentlicher Gesandter und bevollmächtigter Minister | James Russell Lowell (1819–1891)            | Massachusetts        | 26. Jan. 1880 | 11. März 1880  | 19. Mai 1885                                     | wurde abberufen |
| Außerordentlicher Gesandter und bevollmächtigter Minister | Edward John Phelps (1822–1900)              | Vermont              | 23. März 1885 | 19. Mai 1885   | 31. Jan. 1889                                    | aus dem Dienst ausgeschieden |
| Außerordentlicher Gesandter und bevollmächtigter Minister | Robert Todd Lincoln (1843–1926)             | Illinois             | 30. März 1889 | 25. Mai 1889   | 4. Mai 1893                                      | wurde abberufen |
| Außerordentlicher und bevollmächtigter Botschafter        | Thomas Francis Bayard (1828–1898)           | Delaware             | 30. März 1893 | 22. Juni 1893  | 17. März 1897                                    | aus dem Dienst ausgeschieden |
| Außerordentlicher und bevollmächtigter Botschafter        | John Hay (1838–1905)                        | District of Columbia | 19. März 1897 | 3. Mai 1897    | 12. Sep. 1898                                    | wurde abberufen |
| Außerordentlicher und bevollmächtigter Botschafter        | Joseph Hodges Choate (1832–1917)            | New York             | 19. Jan. 1899 | 6. März 1899   | 23. Mai 1905                                     | wurde abberufen |
| Außerordentlicher und bevollmächtigter Botschafter        | Whitelaw Reid (1837–1912)                   | New York             | 8. März 1905  | 5. Juni 1905   | 15. Dez. 1912                                    | im Dienst verstorben |
| Außerordentlicher und bevollmächtigter Botschafter        | Walter Hines Page (1855–1918)               | New York             | 21. Apr. 1913 | 30. Mai 1913   | 3. Okt. 1918                                     | aus dem Dienst ausgeschieden |
| Außerordentlicher und bevollmächtigter Botschafter        | John William Davis (1873–1955)              | West Virginia        | 21. Nov. 1918 | 18. Dez. 1918  | 9. März 1921                                     | verließ England |
| Außerordentlicher und bevollmächtigter Botschafter        | George Brinton McClellan Harvey (1864–1928) | New Jersey           | 16. Apr. 1921 | 12. Mai 1921   | 3. Nov. 1923                                     | verließ England |
| Außerordentlicher und bevollmächtigter Botschafter        | Frank Billings Kellogg (1856–1937)          | Minnesota            | 11. Dez. 1923 | 14. Jan. 1924  | 10. Feb. 1925                                    | wurde abberufen |
| Außerordentlicher und bevollmächtigter Botschafter        | Alanson Bigelow Houghton (1863–1941)        | New York             | 24. Feb. 1925 | 27. Apr. 1925  | 28. März 1929                                    | aus dem Dienst ausgeschieden |
| Außerordentlicher und bevollmächtigter Botschafter        | Charles Gates Dawes (1865–1951)             | Illinois             | 16. Apr. 1929 | 15. Juni 1929  | 30. Dez. 1931                                    | aus dem Dienst ausgeschieden |
| Außerordentlicher und bevollmächtigter Botschafter        | Andrew William Mellon (1855–1937)           | Pennsylvania         | 5. Feb. 1932  | 9. Apr. 1932   | 17. März 1933                                    | verließ England |
| Außerordentlicher und bevollmächtigter Botschafter        | Robert Worth Bingham (1871–1937)            | Kentucky             | 23. März 1933 | 23. Mai 1933   | 19. Nov. 1937                                    | verließ England |
| Außerordentlicher und bevollmächtigter Botschafter        | Joseph Patrick Kennedy (1888–1969)          | New York             | 17. Jan. 1938 | 8. März 1938   | 22. Okt. 1940                                    | aus dem Dienst ausgeschieden |
| Außerordentlicher und bevollmächtigter Botschafter        | John Gilbert Winant (1889–1947)             | New Hampshire        | 11. Feb. 1941 | 1. März 1941   | 10. Apr. 1946                                    | |
| Außerordentlicher und bevollmächtigter Botschafter        | William Averell Harriman (1891–1986)        | New York             | 2. Apr. 1946  | 30. Apr. 1946  | 1. Okt. 1946                                     | aus dem Dienst ausgeschieden |
| Außerordentlicher und bevollmächtigter Botschafter        | Lewis Williams Douglas (1894–1974)          | Arizona              | 6. März 1947  | 25. März 1947  | 16. Nov. 1950                                    | aus dem Dienst ausgeschieden |
| Außerordentlicher und bevollmächtigter Botschafter        | Walter Sherman Gifford (1885–1966)          | New York             | 12. Dez. 1950 | 21. Dez. 1950  | 23. Jan. 1953                                    | aus dem Dienst ausgeschieden |
| Außerordentlicher und bevollmächtigter Botschafter        | Winthrop Williams Aldrich (1885–1974)       | New York             | 2. Feb. 1953  | 20. Feb. 1953  | 1. Feb. 1957                                     | verließ England |
| Außerordentlicher und bevollmächtigter Botschafter        | John Hay Whitney (1904–1982)                | New York             | 11. Feb. 1957 | 28. Feb. 1957  | 14. Jan. 1961                                    | aus dem Dienst ausgeschieden |
| Außerordentlicher und bevollmächtigter Botschafter        | David Kirkpatrick Este Bruce (1898–1977)    | Maryland             | 22. Feb. 1961 | 17. März 1961  | 20. März 1969                                    | aus dem Dienst ausgeschieden |
| Außerordentlicher und bevollmächtigter Botschafter        | Walter Hubert Annenberg (1908–2002)         | Pennsylvania         | 14. März 1969 | 29. Apr. 1969  | 30. Okt. 1974                                    | aus dem Dienst ausgeschieden |
| Außerordentlicher und bevollmächtigter Botschafter        | Elliot Lee Richardson (1920–1999)           | Massachusetts        | 20. Feb. 1975 | 21. März 1975  | 16. Jan. 1976                                    | aus dem Dienst ausgeschieden |
| Außerordentlicher und bevollmächtigter Botschafter        | Anne Legendre Armstrong (1927–2008)         | Texas                | 29. Jan. 1976 | 17. März 1976  | 3. März 1977                                     | aus dem Dienst ausgeschieden |
| Außerordentlicher und bevollmächtigter Botschafter        | Kingman Brewster (1919–1988)                | Connecticut          | 29. Apr. 1977 | 3. Juni 1977   | 23. Feb. 1981                                    | aus dem Dienst ausgeschieden |
| Außerordentlicher und bevollmächtigter Botschafter        | John Jeffry Louis (1925–)                   | Illinois             | 7. Mai 1981   | 27. Mai 1981   | 7. Nov. 1983                                     | zurückgetreten |
| Außerordentlicher und bevollmächtigter Botschafter        | Charles Harry Price (1931–2012)             | Missouri             | 11. Nov. 1983 | 20. Dez. 1983  | 28. Feb. 1989                                    | aus dem Dienst ausgeschieden |
| Außerordentlicher und bevollmächtigter Botschafter        | Henry Edward Catto (1930–2011)              | Texas                | 14. Apr. 1989 | 17. Mai 1989   | 13. März 1991                                    | aus dem Dienst ausgeschieden |
| Außerordentlicher und bevollmächtigter Botschafter        | Raymond George Hardenbergh Seitz (1940–)    | Texas                | 25. Apr. 1991 | 25. Juni 1991  | 10. Mai 1994                                     | aus dem Dienst ausgeschieden |
| Außerordentlicher und bevollmächtigter Botschafter        | William J. Crowe (1925–2007)                | Virginia             | 13. Mai 1994  | 2. Juni 1994   | 20. Sep. 1997                                    | aus dem Dienst ausgeschieden |
| Außerordentlicher und bevollmächtigter Botschafter        | Philip Lader (1946–)                        | South Carolina       | 1. Aug. 1997  | 22. Sep. 1997  | 28. Feb. 2001                                    | aus dem Dienst ausgeschieden |
| Außerordentlicher und bevollmächtigter Botschafter        | William Stamps Farish (1939–)               | Texas                | 12. Juli 2001 | 1. Aug. 2001   | 11. Juni 2004                                    | aus dem Dienst ausgeschieden |
| Außerordentlicher und bevollmächtigter Botschafter        | Robert Holmes Tuttle (1947–)                | Kalifornien          | 9. Juli 2005  | 19. Okt. 2005  | 6. Feb. 2009                                     | aus dem Dienst ausgeschieden |
| Außerordentlicher und bevollmächtigter Botschafter        | Louis B. Susman (1937–)                     | Kalifornien          | 13. Juli 2009 | 13. Okt. 2009  | 3. Apr. 2013                                     | aus dem Dienst ausgeschieden |
| Außerordentlicher und bevollmächtigter Botschafter        | Matthew W. Barzun (1970–)                   | Kentucky             | 6. Aug. 2013  | 4. Dez. 2013   | 18. Jan. 2017                                    | aus dem Dienst ausgeschieden durch Übernahme der Regierungsgeschäfte durch die Regierung Trump                                      |
| Außerordentlicher und bevollmächtigter Botschafter        | Robert Wood Johnson (1947–)                 | New Jersey           | 22. Juni 2017 | 29. Aug. 2017  | 20. Jan. 2021                                    | aus dem Dienst ausgeschieden durch Übernahme der Regierungsgeschäfte durch die Regierung Biden                                      |
| Chargé d’Affaires                                         | Yael Lempert (1973–)                        |                      | 20. Jan. 2021 | 20. Jan. 2021  | 1. Aug. 2021                                     | Direkt danach Ernennung zur Assistant Secretary of State for Near Eastern Affairs der Regierung Biden                               |
| Chargé d’Affaires                                         | Philip Thomas Reeker (1965–)                |                      | 25. Juli 2021 | 1. Aug. 2021   |                                                  | |